# علامت وضعیت اضطراری
علامت دست در مواقع اضطراری برای نشان دادن وضعیت اضطراری و نیاز به نجات است که با دستان انجام می‌شود.

## دریا‌نوردی و هوانوردی

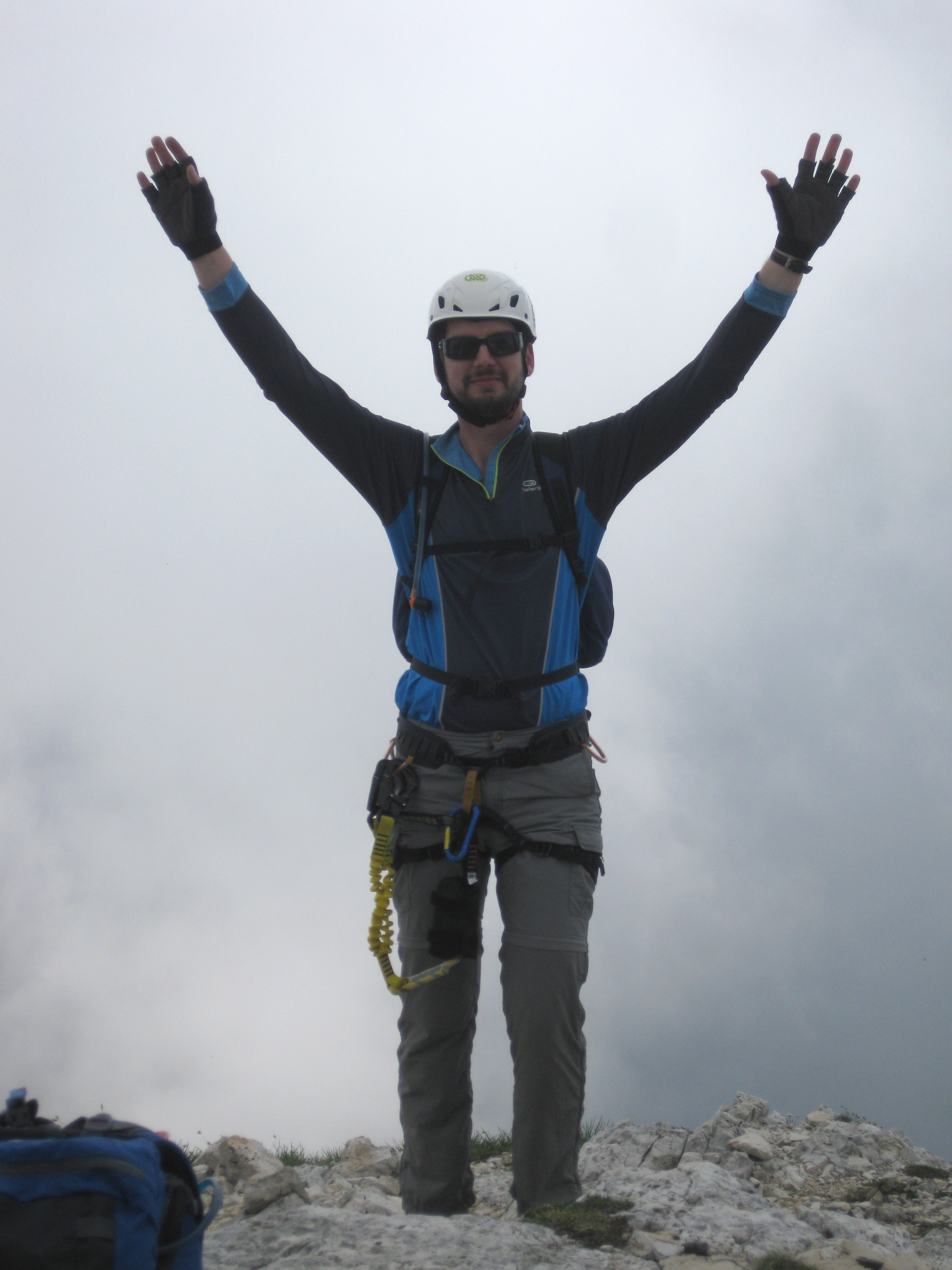
دست‌ها به شکل حرف «Y» بالا می‌روند تا به هلیکوپتر، اعلام وضعیت اضطراری کنند

در دریا، قدیمی‌ترین علامت دستی برای نشان دادن وضعیت اضطراری، تکان دادن دست‌ها به بالا و پایین است که می‌توان برای افزایش دید، پارچه و چیزهای روشن را در دست گرفت.
در هوانوردی، خلبانی که هواپیمایش سقوط کرده است، دستانش را صاف بالای سرش نگه می‌دارد تا نشان دهد که او درخواست سوار شدن به هواگرد را دارد. اگر برای تعمیر هواپیمایشان به کمک نیاز داشتند، دستانشان را صاف به پهلو نگه می‌داشتند. یکی از روش‌های اعلام وضعیت اضطراری به هلیکوپتر نجات، بالا بردن دست‌ها به شکل «Y» که به معنی «بله» است که در این صورت عملیات نجات مورد نیاز است. (برعکس، بالا بردن یک دست و پایین آوردن آن به معنای یک «N» که به معنای «نه» است.

## خشونت خانگی

طرح «سیگنال کمک» توسط بنیاد زنان کانادا طراحی و منتشر شد.

در طول همه‌گیری کووید-۱۹ ، قرنطینه‌های گسترده‌ای وجود داشت که مردم را در خانه نگه می‌داشت. از آنجایی که مردم در آن زمان عمدتاً از طریق رسانه‌های اجتماعی با هم ارتباط برقرار می‌کردند، بنیاد زنان کانادا (CWF) علامت دستی به نام « علامت کمک» ابداع کرد که زنان می‌توانستند از آن برای نشان دادن مخفیانه اینکه در معرض خشونت خانگی هستند و بنابراین به کمک نیاز دارند، استفاده کنند. سپس آگاهی از این سیگنال از طریق رسانه‌های اجتماعی مانند تیک‌تاک گسترش یافت. در سال 2021، دختری در کنتاکی هنگام ربوده شدن از این سیگنال استفاده کرد و افرادی که آن را دیدند، پلیس محلی را که او را نجات داد، مطلع کردند.  
سیگنال CWF کف دست را به سمت بیرون و شست را روی آن قرار می‌دهد. سپس انگشتان روی انگشت شست بسته می‌شوند تا نشان دهند که فرد در آغوش گرفته شده یا آسیب دیده است.

## قاچاق انسان
در گویان در سال 2022، وزارت خدمات انسانی و تأمین اجتماعی از علامت موجود برای کمک تقلید کرد و علامتی را اعلام کرد که در آن انگشتان در کف دست قلاب شده و سپس سه بار رها می‌شوند تا به عنوان علامتی مبنی بر اینکه فرد قربانی قاچاق انسان است و به کمک نیاز دارد، استفاده شود.

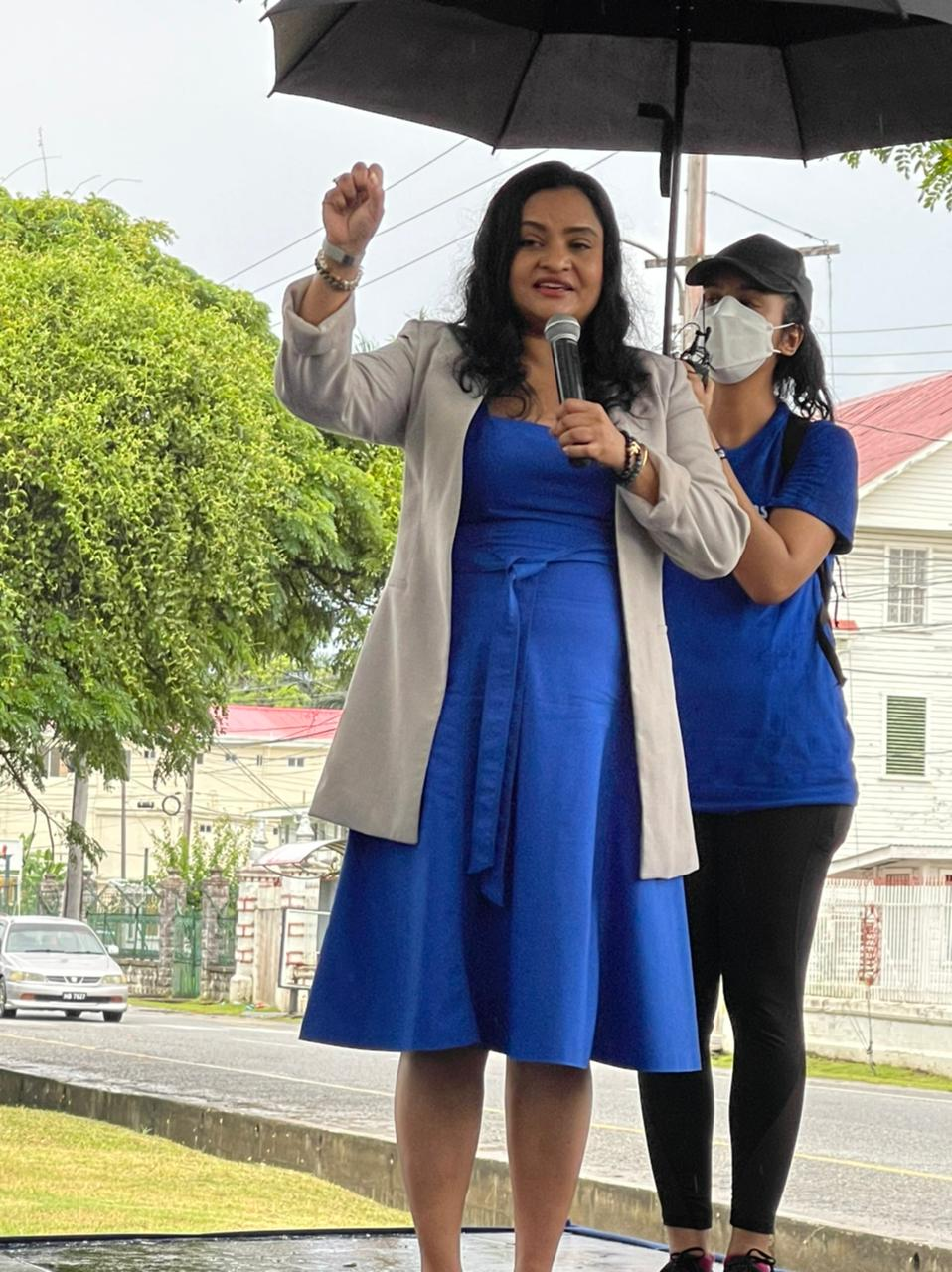
وزیر «ویندهیا پرساد» در حال نشان دادن ژست پریشانی ناشی از قاچاق انسان